# Carlo De Cesare

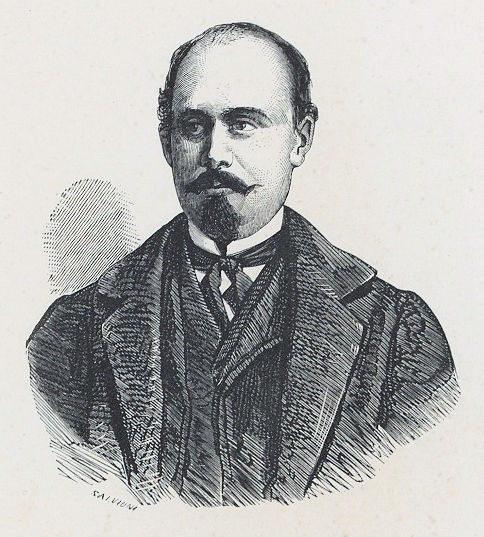

Carlo De Cesare, född 18 november 1825 i Spinazzola, död 13 oktober 1882, var en italiensk politiker och nationalekonom.
De Cesare deltog i de revolutionära strävandena 1849–1853, erhöll efter Italiens enande höga ämbeten i Neapel och blev senator 1876. Han utövade även ett flitigt författarskap, varav kan nämnas Della scienza statistica (1857), Manuale popolare di economia pubblica (två band, 1862) och Le nuove storie (1876).